# Thomas Marshburn
Henry Thomas "Tom" Marshburn (29 de agosto de 1960) es un físico estadounidense y astronauta de la NASA. Marshburn nació en Statesville, Carolina del Norte. Se desempeñó como especialista de Misión en la STS-127. 
Marshburn fue miembro de la Soyuz TMA-07M equipo que se lanzó a la Estación Espacial Internacional en diciembre de 2012 para unirse con la Expedición 34

## Educación
Se graduó de la Henderson High School en Atlanta, Georgia (Estados Unidos), en 1978. En 1982, recibió una licenciatura en física por la Davidson College, Carolina del Norte, y una maestría en Ingeniería Física por la Universidad de Virginia en 1984. Y, en 1989Recibió un Doctorado en Medicina por la Universidad de Wake Forest en 1989 y una maestría en ciencia médica de Universidad de Texas en 1997.

## Honores y organizaciones especiales
- premio NASA Superior Achievement (1998),
- Espacio y Ciencias de la Vida División Premio Especial de Vuelo Espacial Achievement (2003, 2004)
- B. Centro Espacial Premio Superior Lyndon Johnson (enero de 2004).

Marshburn es miembro de la Academia Americana de Medicina de Emergencia y de la Asociación Médica Aeroespacial.

## Carrera médica
Después de completar la escuela de medicina, Marshburn se entrenó en medicina de emergencia en el Hospital Vicente programa de Medicina de Emergencia en San Toledo, Ohio, donde también trabajó como aviador médico. En 1992, después de tres años de entrenamiento, certificado por la Junta Americana de Medicina de Emergencia. Posteriormente, trabajó como médico de urgencias en Seattle, Washington (estado), antes de ser aceptado en la primera clase de Medicina Espacial NASA / UTMB en Galveston, Texas. Después de terminar la beca en 1995, trabajó como médico de urgencias en los hospitales de la zona en Houston, Texas, y en el Hospital General de Massachusetts de Boston, Massachusetts. Durante ese tiempo también trabajó como médico de cabecera, residencia en medicina de emergencia en la Universidad de Texas.

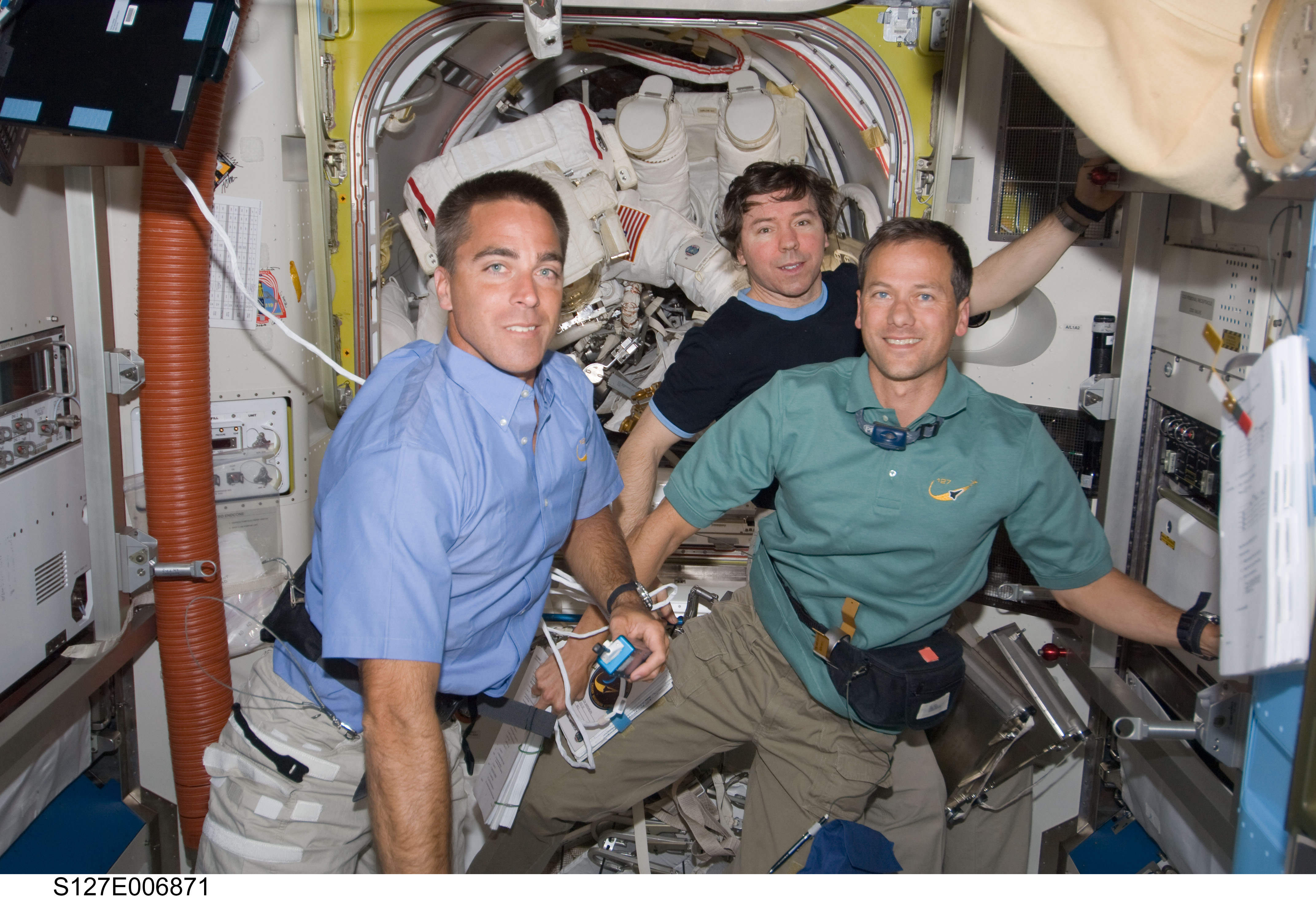
Desde la izquierda están los astronautas Christopher Cassidy, Mike Barratt y Tom Marshburn.

## Carrera NASA

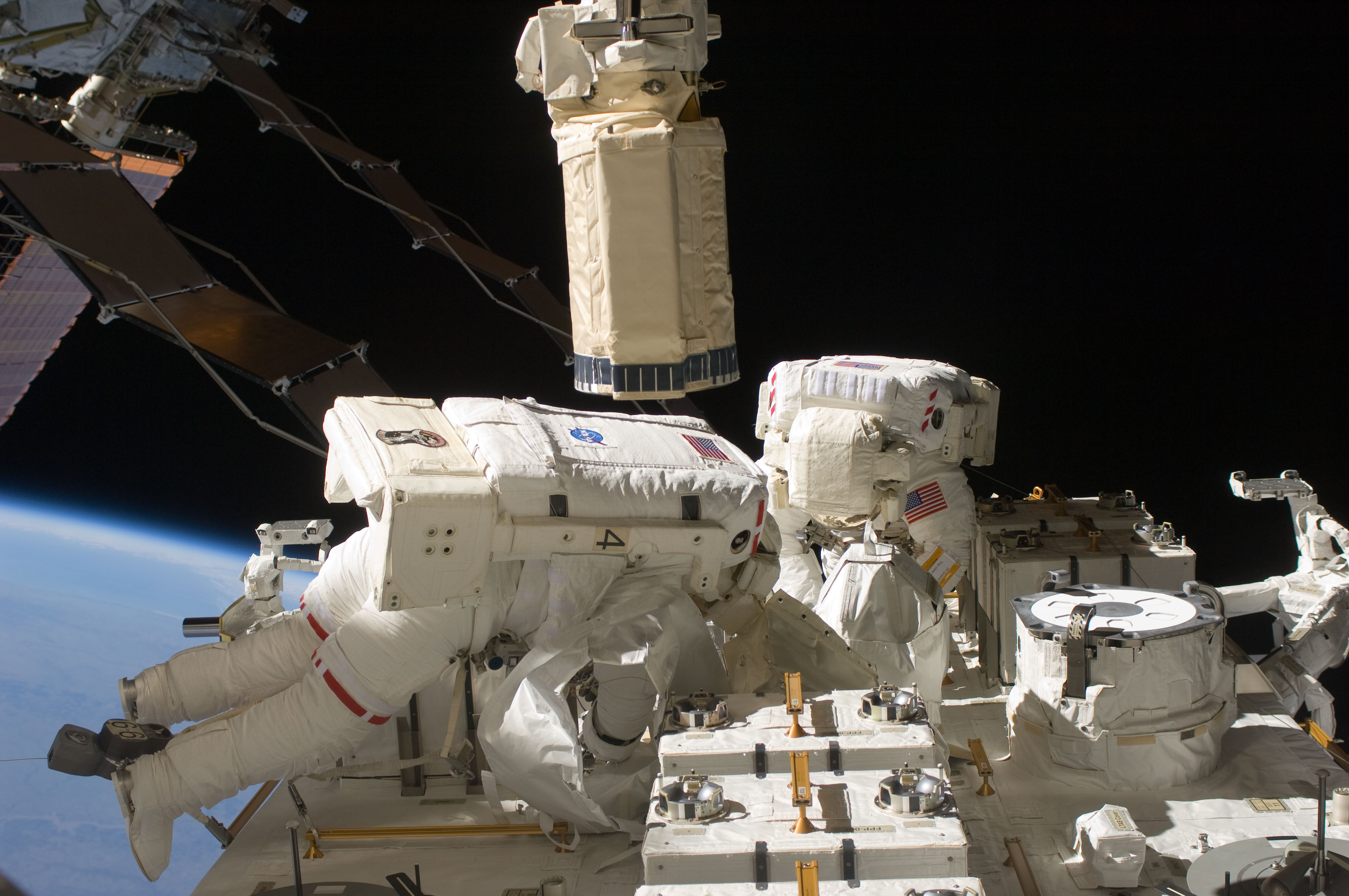
Tom Marshburn y Christopher Cassidy durante un paseo espacial en la misión STS-127 (27 de julio de 2009

Marshburn se unió a la NASA en noviembre de 1994, sirviendo como cirujano de vuelo en el Centro Espacial Johnson en Houston, Texas. Fue asignado al transbordador espacial Operaciones Médicas y para el programa espacial conjunto de EE. UU. / ruso. De febrero de 1996 a mayo de 1997 se desempeñó como cirujano de vuelo para el personal de la NASA desplegados en el  Centro Gagarin de entrenamiento de cosmonautas, Star City, seguido por el trabajo en el Centro de Control de Vuelo en Koroliov, Rusia, en apoyo de la NASA Expedición 4 a la Mir. Desde julio de 1997 hasta agosto de 1998 fue copresidente de Operaciones de Atención Médica para el Programa del transbordador espacial / Mir. De 1998 a 2000, fue diputado cirujano de vuelo para Neuronal (STS-98) y Cirujano de vuelo principal del STS-101 misión a la Estación Espacial Internacional (ISS).
Después de pasar diez meses, fuu representante de la NASA en la Universidad de Harvard / MIT inteligente Medical Systems Equipo del Instituto Nacional de Investigación Biomédica Espacial en Boston, Massachusetts, trabajó como cirujano de vuelo principal para Expedición 7 a la ISS en 2003, el apoyo de Rusia, Kazajistán y Houston. Hasta que fue seleccionado como candidato a astronauta, Marshburn sirvió Operaciones Médicas de plomo para la ISS. Sus actividades incluyen el desarrollo del programa de formación biomédica para los cirujanos de vuelo y astronautas funcionarios médicos del personal y la administración del Sistema de Mantenimiento de la Salud ISS.
Marshburn fue seleccionado en mayo de 2004 a ser un astronauta de la NASA. Completó su formación de candidato astronauta en febrero de 2006. Esto incluyó reuniones científicas y técnicas, instrucción intensiva en transporte y sistemas de la Estación Espacial Internacional, la formación fisiológica, T-38 de entrenamiento de vuelo y el agua y la formación supervivencia en la naturaleza. Él estaba calificado para diversas tareas técnicas de la Oficina de Astronautas y futuras misiones de vuelo como especialista de misión. Primer vuelo del Marshburn estuvo en la STS-127, que despegó el 15 de julio de 2009 a las 18:03 EDT y aterrizó el 31 de julio de 2009. La misión entregó la instalación expuesta construido en Japón (JEM-EF) y el módulo logístico experimental expuesto Sección (ELM-ES) a la Estación Espacial Internacional Marshburn participó en tres caminata espaciales durante la misión.